# Суша (Луковиця)
Суша (словен. Suša) — поселення в общині Луковиця, Осреднєсловенський регіон, Словенія. 
Висота над рівнем моря: 619,4 м.